# G. Udayagiri
G. Udayagiri es una ciudad y  comité de área notificada situada en el distrito de Kandhamal en el estado de Odisha (India). Su población es de 11302 habitantes (2011). Se encuentra a 49 km de Phulabani y a 171 km de Bhubaneswar.

## Demografía
Según el censo de 2011 la población de G. Udayagiri era de 11302 habitantes, de los cuales 5357 eran hombres y 5945 eran mujeres. G. Udayagiri tiene una tasa media de alfabetización del 87,01%, superior a la media estatal del 72,87%: la alfabetización masculina es del 93,30%, y la alfabetización femenina del 81,50%